# Resania lanceolata
Resania lanceolata is een tweekleppigensoort uit de familie van de Mactridae. De wetenschappelijke naam van de soort is voor het eerst geldig gepubliceerd in 1853 door Gray.